# Eusandalum hyalinipennis
Eusandalum hyalinipennis is een vliesvleugelig insect uit de familie Eupelmidae. De wetenschappelijke naam is voor het eerst geldig gepubliceerd in 1896 door William Harris Ashmead als Ratzeburgia hyalinipennis. De soort komt voor in Californië.